# Новик, Татьяна Германовна
Татья́на Ге́рмановна Но́вик (род. 24 октября 1994, Москва) — российская фигуристка, выступавшая в парном катании. В паре с Михаилом Кузнецовым становилась участницей Гран-при России (2010), бронзовым призёром международного Кубка Ниццы (2010) и серебряным призёром Первенства России среди юниоров (2010).

## Карьера
Новик встала на коньки в возрасте четырёх лет. Каталась в Зеленограде у тренера Натальи Егоровой.
В 2007 году перешла в парное катание, занимаясь в группе Нины Мозер. Её первым партнёром был Константин Медовиков, с которым участвовала в юниорском Гран-при и взрослом чемпионате России. После двух совместных сезонов пара распалась.
Новик начала кататься с Михаилом Кузнецовым, с ним Татьяна также провела два года. Они заняли четвёртое место в финале юниорского Гран-при и на юниорском чемпионате мира. Стали пятыми на взрослом чемпионате России 2010 и завоевали серебряные медали юниорского Первенства страны.
В период карьеры ей было присвоено звание мастера спорта России. Новик и Кузнецов были одной из немногих спортивных пар в мире, владевшей тройным риттбергером, и исполнявшей его на соревнованиях.
С 2011 по 2014 год выступала в дуэте с Андреем Новосёловым. Татьяна и Андрей финишировали восьмыми на чемпионате России 2012, а также расположились на четвёртой позиции в финале Кубка России и международного Icechallenge. После завершения соревновательной карьеры — артистка ледового театра и участница ледовых шоу.

## Результаты
| С Константином Медовиковым  |       |       |
| Соревнования                | 07/08 | 08/09 |
| Международные среди юниоров |       |       |
| Гран-при Германии           | 10    |       |
| Гран-при Британии           |       | 7     |
| NRW Trophy                  |       | 1     |
| Национальные                |       |       |
| Чемпионат России            |       | 7     |

| С Михаилом Кузнецовым       |       |       |
| Соревнования                | 09/10 | 10/11 |
| Международные               |       |       |
| Гран-при России             |       | 8     |
| Кубок Ниццы                 |       | 3     |
| Icechallenge                | 7     |       |
| Национальные                |       |       |
| Чемпионат России            | 5     |       |
| Международные среди юниоров |       |       |
| Чемпионат мира              | 4     |       |
| Финал Гран-при              | 4     |       |
| Гран-при Германии           | 5     |       |
| Гран-при Польши             | 2     |       |
| Национальные среди юниоров  |       |       |
| Первенство России           | 2     |       |

| С Андреем Новосёловым |       |
| Соревнования          | 11/12 |
| Международные         |       |
| Icechallenge          | 4     |
| Mentor Cup            | 1     |
| Национальные          |       |
| Чемпионат России      | 8     |
| Финал Кубка России    | 4     |